# 本寧頓 (伊利諾伊州)
本寧頓（英語：Bennington）是位於美國伊利諾伊州愛德華茲縣的一個非建制地區。該地的面積和人口皆未知。

## 地理
本寧頓的座標為38°31′27″N 88°07′53″W / 38.52417°N 88.13139°W，而該地的平均海拔高度為127米（即417英尺）。